# Emil Frey (Manager)
Emil Frey (* 6. April 1904 in Kiel; † 23. März 1980 in Mannheim) war ein deutscher Manager. Der Jurist leitete als Generaldirektor die Mannheimer Versicherungen und war Präsident des Gesamtverbands der Deutschen Versicherungswirtschaft sowie Vorsitzender des Deutschen Vereins für Versicherungswissenschaft.

## Leben
Frey studierte an der Christian-Albrechts-Universität Kiel sowie der Ludwig-Maximilians-Universität München Rechtswissenschaft. Ab 1928 war er Angestellter der Landesbrandkasse Kiel, ehe er dort bis 1937 zum Direktor aufstieg. In der Zeit des Nationalsozialismus wurde Frey Mitglied der SA und trat zum 1. Mai 1937 der NSDAP bei (Mitgliedsnummer 3.982.203).
Nach dem Zweiten Weltkrieg war er zunächst als Berater tätig, ehe er sich als Vorstandsmitglied diverser Versicherungsgesellschaften verdingte. Unter seiner Ägide wurde das 11-geschossige Verwaltungsgebäude des Versicherungskonzerns Mannheimer Versicherungen erbaut, eines der ersten mit Großraumbüros konzipierten Bürohäuser in Deutschland. 1971 war er an der Gründung der Geneva Association beteiligt.
Ab 1954 war Frey Dozent an der Wirtschaftshochschule Mannheim, die 1967 zur Universität Mannheim ernannt wurde, und ab 1962 Honorarprofessor. Ab 1968 lehrte er an der Johann Wolfgang Goethe-Universität Frankfurt am Main Versicherungsrecht.
Frey war von 1967 bis 1976 als Schatzmeister Vorstandsmitglied der Friedrich-Naumann-Stiftung.